# Панко Валентина Федорівна
Валентина Федорівна Панко (15 серпня 1960, Петриківка) — українська художниця, майстриня петриківського розпису, член Національної спілки художників України і Національної спілки майстрів народного мистецтва України.
Дочка видатного майстра петриківського розпису Федора Савича Панка.

## Життєпис
У 1975 році закінчила 4-річну дитячу художню школу, де вчителем петриківського розпису був її батько, Федір Савович Панко. Протягом 1980—1986 років навчалася у Дніпропетровському університеті.
Брала участь у великій кількості виставок з 1978 року, зокрема 4 персональних. Одна з персональних виставок проходила у Києві в приміщенні Українського фонду культури у 2012 році.
До 2013 року працювала в Центрі народного мистецтва «Петриківка». Покинувши це підприємство в грудні 2013 року відкрила Музей Федора Панка в одній з кімнат будинку культури Петриківки, куди перенесла всі наявні у родини картини батька, і з того часу є завідувачкою цього музею.